# Jackson Center, Pennsylvania
Jackson Center là một thị trấn thuộc quận Mercer, tiểu bang Pennsylvania, Hoa Kỳ. Năm 2010, dân số của thị trấn này là 224 người.